# 千岛湖镇
千岛湖镇，是中国浙江省杭州市淳安县下属的一个镇，也是淳安县县城所在地，位于排岭半岛，三面环水。
千岛湖镇始建于1965年11月，主要居民为新安江水库库区移民，初名排岭镇，1991年更名为千岛湖镇。

## 行政区划
千岛湖镇现辖：
李家坞社区、西园社区、施家塘社区、江滨社区、新北社区、南苑社区、望湖社区、火炉尖社区、东庄村、富城村、淡竹村、井塘村、东汉村、前坞村、坪山村、宕里村、汪家村、周坑村、马路村、宋家坞村、农林村、富泽村、茂畈村、金家村、云村村、联丰村、青溪村、排岭村、进贤村和屏湖村。